# John Mowbray, 4. Baron Mowbray
John Mowbray, 4. Baron Mowbray (auch John III Mowbray) (* 25. Juni 1340 in Epworth; † 1368) war ein englischer Adliger.

## Herkunft und Heirat
John Mowbray war der älteste Sohn seines gleichnamigen Vaters John Mowbray, 3. Baron Mowbray und dessen Frau Joan († vor 1344). Bereits 1343 hatte Mowbrays Vater eine Doppelhochzeit seiner beiden Kinder John und Blanche mit Audrey Montagu und Edward Montagu, zwei Enkeln von Thomas of Brotherton vereinbart. Mowbrays Vater starb jedoch bereits 1343, und die für den 24. Juni 1344 geplante Hochzeitsfeier fand offensichtlich nie statt. Stattdessen wurde der minderjährige John um 1349 mit Elizabeth Segrave, der Tochter von John Segrave, 4. Baron Segrave und dessen Frau Margaret Brotherton verheiratet. Zugleich sollte Blanche Mowbray Elizabeths Bruder John heiraten. Auf Bitten von Johns Onkel Henry of Grosmont erteilte Papst Clemens VI. den für die Ehen erforderlichen Dispens, der auch den Streit zwischen Segrave und seiner Frau schlichten sollte. Nach dem Tod ihres Vaters 1353 wurde Elizabeth Segrave jedoch als einziges überlebendes Kind dessen Erbin. Dieses Erbe wurde zunächst von Segraves Witwe Margaret Brotherton verwaltet, und nur durch die Intervention von König Eduard III. erhielt John 1353 einen kleinen Anteil an den Besitzungen des Segrave-Erbes zugesprochen.

## Streit um das Erbe seines Vaters
Zusammen mit 26 anderen jungen Adligen, darunter Lionel of Antwerp und John of Gaunt, wurde Mowbray im Juli 1355 von Eduard III. und seinem Onkel Henry of Grosmont zum Knight Bachelor geschlagen. Anschließend gehörte er zum Gefolge des Königs, als dieser in Frankreich König Karl II. von Navarra traf. 1356 kehrte er nach Frankreich zurück, wo er während des Hundertjährigen Kriegs in der Bretagne kämpfte. Nach dem Tod seines Vaters wurde ihm am 14. November 1361 sein Erbe übergeben. Sein Erbe, das Besitzungen auf der Isle of Axholme in Lincolnshire und anderen Teilen umfasste, wurde allerdings durch das Wittum geschmälert, auf das Elizabeth de Vere, die zweite Frau seines Vaters Anspruch hatte. Sie heiratete vor 1369 in dritter Ehe Sir William Cosynton. Kurz darauf beschuldigte Mowbray seine Stiefmutter, dass sie ihr Wittum unrechtmäßig verschwenden würde. Nach ihrem Tod würde er ihr Wittum erben, und seinen Schaden schätzte er auf fast £ 1000. Die verschuldete Elizabeth und ihr Ehemann wurden vermutlich deshalb im Londoner Fleet-Gefängnis inhaftiert.

## Weiteres Leben und Tod
Weihnachten 1361 erhob der König Mowbray zum Knight Banneret, doch 1360 hatte er schwören müssen, den im selben Jahr geschlossenen Frieden von Brétigny mit Frankreich einzuhalten. Zwischen 1362 und 1366 wurde Mowbray regelmäßig als Baron Mowbray zu den Parlamenten geladen, doch sonst ist über ihn aus dieser Zeit wenig bekannt. Am 10. Oktober 1367 wurde ihm erlaubt, Vertreter für die Verwaltung seiner Besitzungen zu benennen, aus denen er jährliche Einkünfte von fast £ 800 hatte. Mowbray plante eine Wallfahrt ins Heilige Land, und seine Stellvertreter wurden im Oktober 1368 von der Regierung bestätigt. Mowbray wurde aber im Herbst 1368 bei Konstantinopel von Türken überfallen und getötet. Sein Sohn Thomas Mowbray wollte vor 1396 seine Gebeine nach England überführen, wo sie neben seinen Vorfahren beigesetzt werden sollten.

## Nachfahren und Erbe
Mit seiner Frau Elizabeth Segrave hatte Mowbray zwei Söhne und drei Töchter:
- John Mowbray, 1. Earl of Nottingham († 1383)
- Thomas Mowbray, 1. Duke of Norfolk († 1399)
- Eleanor († vor 1417) ⚭ John de Welles, 5. Baron Welles (1352–1421)
- Margaret († vor 1401) ⚭ Sir Reginald Lucy
- Joan († 1410) ⚭ (1) Sir Thomas Grey (1359–1400), ⚭ (2) Sir Thomas Tunstall[1]

Elizabeth starb wenige Monate vor ihrem Mann 1368. Mowbrays Erbe wurde sein ältester Sohn John, nach dessen frühem Tod sein jüngerer Sohn Thomas. Dessen Sohn John V Mowbray erbte schließlich den umfangreichen Landbesitz von John III Mowbrays Schwiegermutter Margaret Brotherton, die erst 1399 gestorben war.